# Province de Manu
La province de Manu (en espagnol : Provincia de Manu) est l'une des trois provinces de la région de Madre de Dios, au Pérou. Son chef-lieu est la localité de Salvación.

## Géographie
La province couvre une superficie de 27 835,17 km2. Elle est limitée au nord et à l'est par la province de Tambopata, au sud et à l'ouest par la région de Cuzco.

## Population
La population de la province s'élevait à 20 290 habitants en 2007 (INEI).

## Subdivisions
La province est divisée en quatre districts :
- Fitzcarrald
- Huepetuhe
- Madre de Dios
- Manu